# Retzen-Papenhausen
Retzen-Papenhausen war eine Gemeinde im lippischen Amt Schötmar, das ab 1879 zum Verwaltungsamt Schötmar gehörte. Heute gehört das ehemalige Gemeindegebiet zur Stadt Bad Salzuflen im nordrhein-westfälischen Kreis Lippe.

## Geographie

### Lage
Die Gemeinde Retzen-Papenhausen lag im Nordwesten des Landes Lippe.

### Nachbargemeinden
Nachbargemeinden waren Brüntorf im lippischen Amt Hohenhausen, Leese und Lieme im Amt Lemgo sowie Grastrup-Hölsen im Amt Schötmar. Letztere trennte einen Teil der Gemeinde Retzen-Papenhausen ab, der somit als Exklave das nördliche Gemeindegebiet darstellte. Dieses grenzte an Ehrsen-Breden und Oberwüsten (beide im Amt Schötmar) sowie an Welstorf im Amt Hohenhausen.

## Geschichte
Die Gemeinde Retzen-Papenhausen wurde am 1. Juli 1921 um das Gebiet des Rittergutes Papenhausen vergrößert. Am 1. März 1923 wurde sie aufgelöst. Auf ihrem ehemaligen Gemeindegebiet entstanden die neuen Gemeinden Papenhausen und Retzen. Beide gehörten dem Amt Schötmar an. Bis zur Eingemeindung nach Bad Salzuflen am 1. Januar 1969 waren Papenhausen und Retzen selbstständige Gemeinden im Kreis Lemgo.